# 塔吉克苏维埃社会主义共和国
塔吉克苏维埃社会主义共和国（羅馬化：Tadzhikskaya Sovetskaya Sotsialisticheskaya Respublika），简称塔吉克，是苏联設立的第七個加盟共和国，在外高加索聯邦被撤銷后為第六個加盟共和國。

## 历史
塔吉克原本是隸屬烏茲別克管轄的自治共和國，於1928年8月1日蘇共25周年黨慶當天脫離烏茲別克改制升格為蘇聯直轄的加盟共和國。
1917年11月至1918年2月，塔北部地区建立了苏维埃政权，隶属于苏俄的烏茲別克自治共和国。1920年成立布哈拉人民苏维埃共和国。1924年建立塔吉克苏维埃社会主义自治共和国，改隶属于乌兹别克苏维埃社会主义共和国。1929年成立塔吉克苏维埃社会主义共和国，成为苏联中央直辖的加盟共和国。1990年塔吉克宣布独立，1991年8月底更名为塔吉克斯坦共和国，同年9月9日，塔吉克斯坦共和国正式宣布独立，12月21日加入独联体。
苏维埃社会主义共和国下属一个自治州：
- 戈爾諾-巴達赫尚自治州